# Plusia punctistigma
Plusia punctistigma là một loài bướm đêm trong họ Noctuidae.